# Požega, Hrvaška
Požega (od 1929 do 1991 uradno Slavonska Požega zaradi razlikovanja s srbsko Požego) je mesto (hrv. Grad Požega) z 22.364 prebivalci (2021; 1991 in 2001 še 28.000), ožje območje mesta oz. naselje Požega pa le še okoli 17.000 (1991 do 2001 še 21.000, 2011 še slabih 20.000) v Požeški kotlini na desnem bregu reke Orljave. Požega je upravno središče Požeško-slavonske županije (ustanovljene 1993), od 1997 tudi sedež rimskokatoliške požeške škofije, ki se je takrat izločila iz zagrebške nadškofije in od 2008 spada v novoustanovljeno Đakovsko-osiješko metropolijo.
Požega je že od srednjega veka upravno, gospodarsko in kulturno središče. Sedež županije je že od srednjega veka, razen v času turške okupacije od 1535 do 1687, ko je bila Požega središče sandžaka, ki je obsegal celotno vzhodno Slavonijo.
Požega je staro kulturno središče pokrajine: v mestu se nahaja gimnazija, ki je bila leta 1699 sprva ustanovljena kot nižja jezuitska gimnazija (zdaj Katoliška gimnazija Požega), in Požeška akademija, ki je bila ustanovljena 1754. Danes je Požega industrijsko središče z več tovarnami in srednjimi šolami.

## Demografija
| Pregled števila prebivalcev po letih | Pregled števila prebivalcev po letih | Pregled števila prebivalcev po letih | Pregled števila prebivalcev po letih | Pregled števila prebivalcev po letih | Pregled števila prebivalcev po letih | Pregled števila prebivalcev po letih | Pregled števila prebivalcev po letih | Pregled števila prebivalcev po letih | Pregled števila prebivalcev po letih | Pregled števila prebivalcev po letih | Pregled števila prebivalcev po letih | Pregled števila prebivalcev po letih | Pregled števila prebivalcev po letih | Pregled števila prebivalcev po letih |
| ------------------------------------ | ------------------------------------ | ------------------------------------ | ------------------------------------ | ------------------------------------ | ------------------------------------ | ------------------------------------ | ------------------------------------ | ------------------------------------ | ------------------------------------ | ------------------------------------ | ------------------------------------ | ------------------------------------ | ------------------------------------ | ------------------------------------ |
| 1857                                 | 1869                                 | 1880                                 | 1890                                 | 1900                                 | 1910                                 | 1921                                 | 1931                                 | 1948                                 | 1953                                 | 1961                                 | 1971                                 | 1981                                 | 1991                                 | 2001                                 |
| 2227                                 | 2962                                 | 3294                                 | 4077                                 | 4988                                 | 5899                                 | 7040                                 | 7125                                 | 8544                                 | 10052                                | 13251                                | 18184                                | 19867                                | 21046                                | 20943                                |